# 205 km (obwód smoleński)
205 km (ros. 205 км) – przystanek kolejowy w pobliżu miejscowości Kurtino, w rejonie wiaziemskim, w obwodzie smoleńskim, w Rosji. Położony jest na linii Moskwa – Mińsk – Brześć.